# 케빈 코베이스

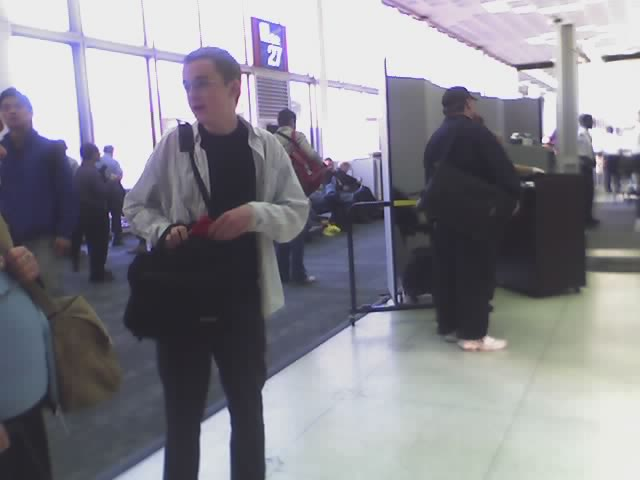

케빈 코베이스(Kevin Covais, 1989년 5월 30일 ~ )는 미국의 가수, 배우, 영화배우이다.

## 영화
- 트랜스포머: 사라진 시대 (2014년) - 이상한 운전자 역
- 내 인생을 훔친 사랑스러운 도둑녀 (2013년) - 케빈 역
- 맨 인 블랙 3 (2012년) - 인턴 에이전트 역
- 디비전 III: 풋볼즈 파이니스트 (2011년)
- 터치백 (2011년) - 토드 화이트 역
- 레이버 페인스 (2009년)
- 칼리지 (2008년) - 모리스 후퍼 역
- 아메리칸 아이돌 (2002년)